# Vazante
Vazante est une municipalité de l'État du Minas Gerais au Brésil. Sa population était estimée à 19 721 habitants en 2010. Elle s'étend sur 1 903,072 km2.
Elle appartient à la Microrégion de Paracatu dans la Mésorégion du Nord-Ouest du Minas.